# Wu Bin
Det här är en artikel om en person med kinesiskt personnamn; Wu är familjenamnet.
Wu Bin (kinesiska: 吴斌), född 26 maj 1998, är en kinesisk fäktare som tävlar i florett.

## Karriär
Vid världsmästerskapen i fäktning 2023 i Milano tog Wu silver tillsammans med Chen Haiwei, Mo Ziwei och Xu Jie i lagtävlingen i florett.